# 愛知県下水道科学館
愛知県下水道科学館（あいちけんげすいどうかがくかん）は愛知県稲沢市平和町にある下水道に関する学習・広報施設。
メタウォーター株式会社が愛知県より命名権を取得し、2017年（平成29年）4月1日から「メタウォーター下水道科学館あいち」の愛称となった。

## 概要

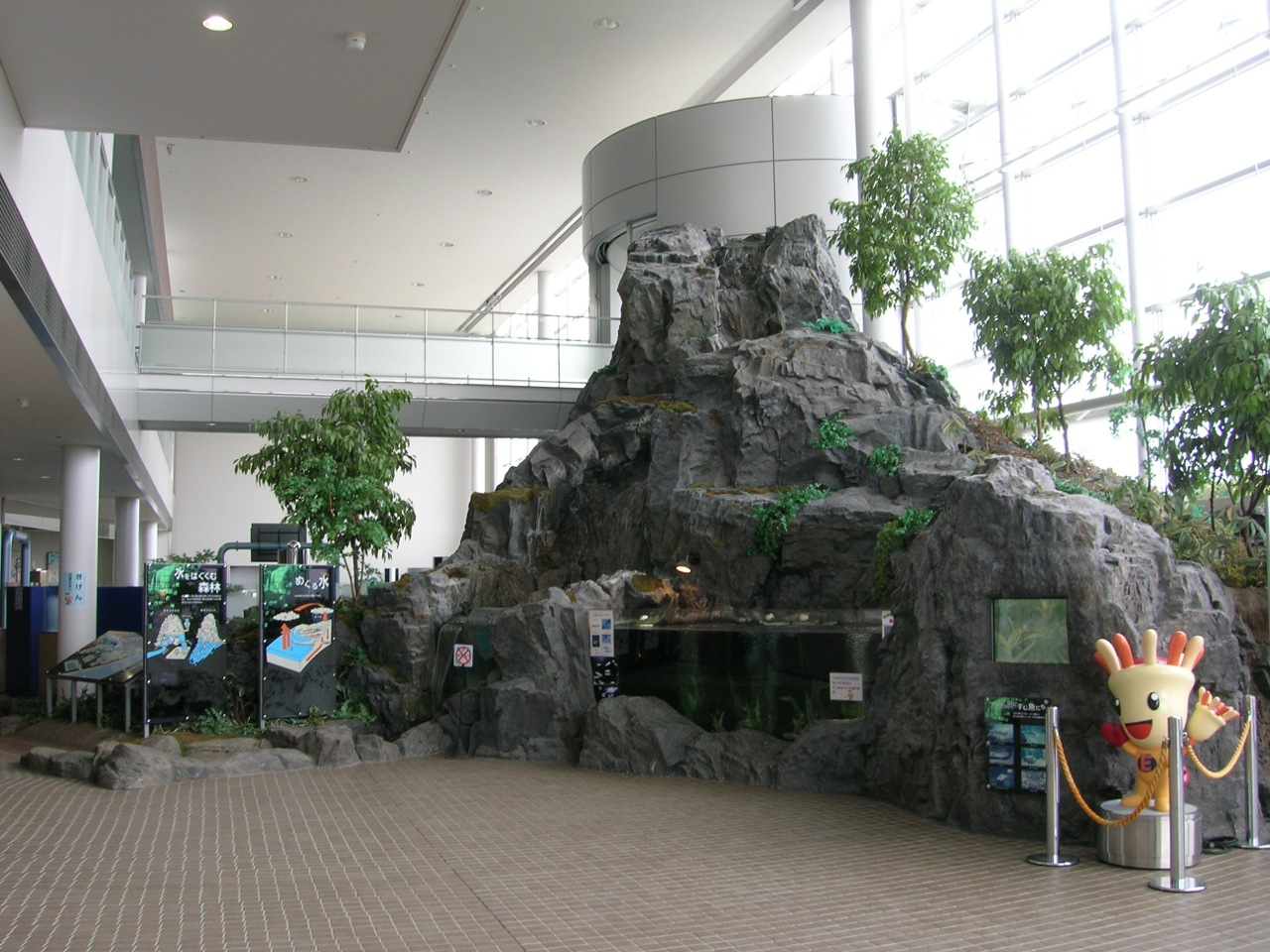
館内の展示

2000年（平成12年）に日光川上流浄化センターと平和処理場に隣接して開館した施設で、愛知県が設置し、公益財団法人愛知水と緑の公社とアクティオ株式会社の共同体であるA&A下水道科学館により管理されており、下水道のことを解り易く紹介するとともに、水環境についても体験しながら学ぶことが出来るようになっている。
また、館内に3,000冊以上の蔵書をもつ図書コーナーや水に関する3D映像を観ることが出来る「水のシアター」があり、館外には遊具や芝生広場のほかにビオトープも設置されている。
イメージキャラクター「エッピー」は、微生物のエピスティリス（Epistylis）がモデルで、館内の展示物の各所に付けられている。

## ギャラリー

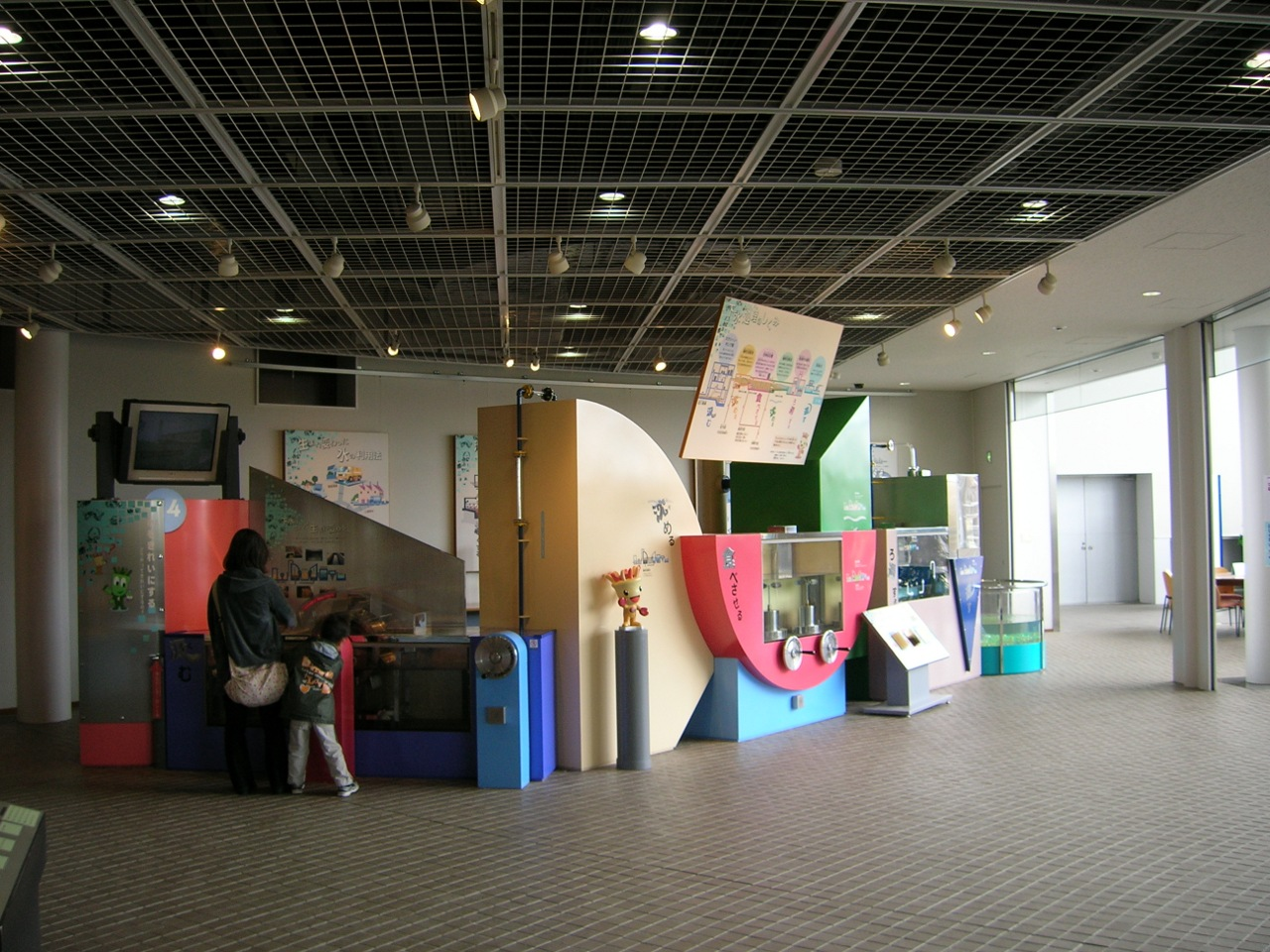
館内の展示
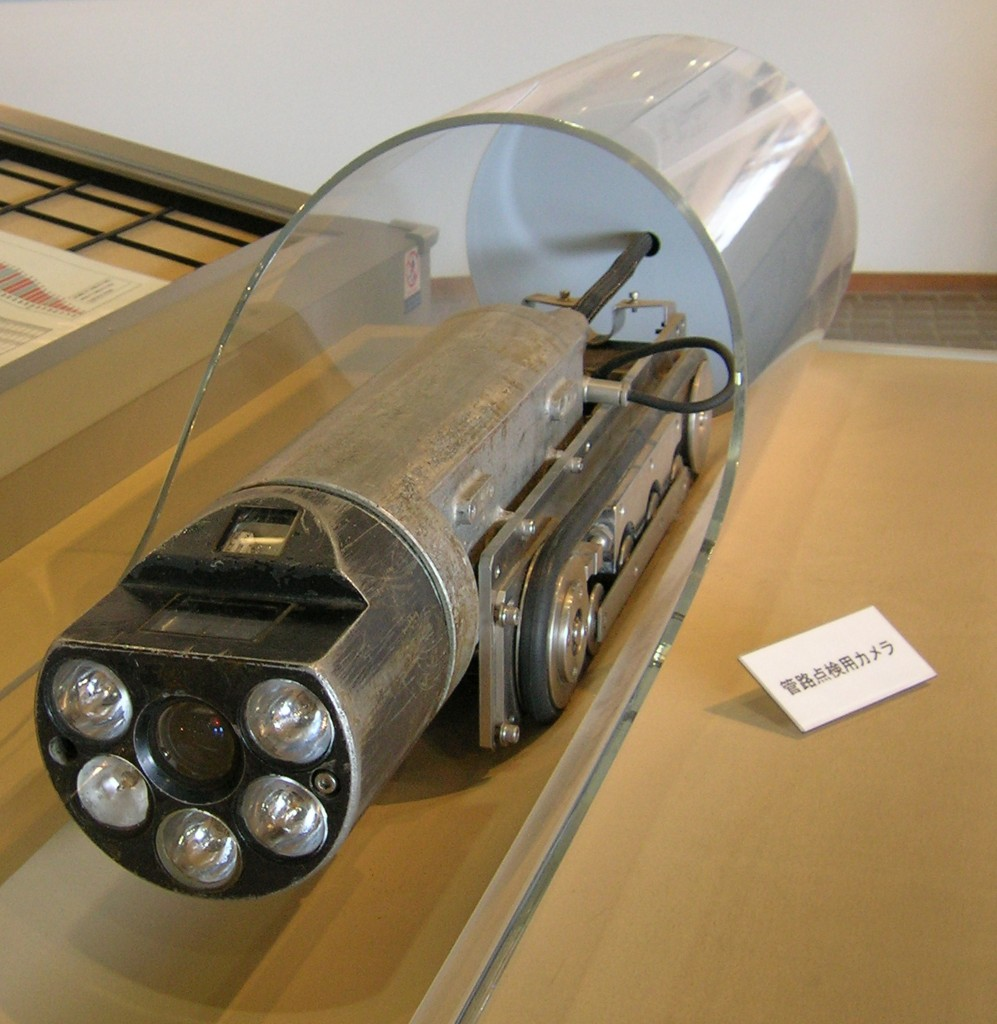
下水管の点検用カメラ
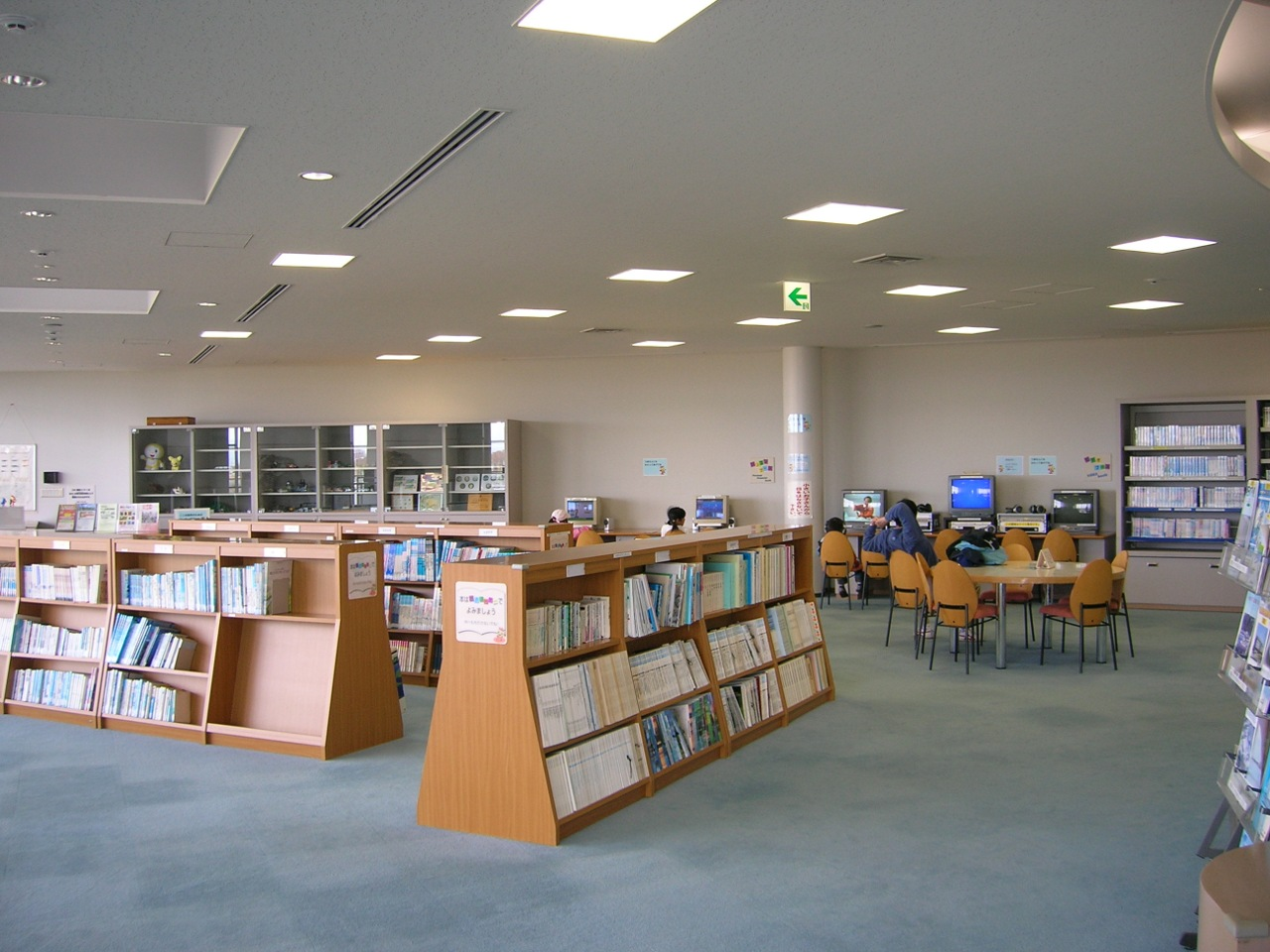
図書コーナー

## 利用
- 開館時間：9:30〜17:00
- 休館日：月曜日（月曜日が祝日の場合は翌日）・年末年始
- 入館料：無料
- 駐車場：バス5台・乗用車75台・多目的用6台

## アクセス

### 公共交通機関
- 名鉄尾西線・上丸渕駅から約2.5 km（徒歩で約30分前後、自家用車なら約10分弱）
- 駅からタクシーをご利用の際は、一つ隣の「名鉄森上駅」を利用した方がタクシーへの乗車には便利になる。ただし下水道科学館までの距離は少し長くなる。

### 自家用車
- 国道155号・一色下方交差点から愛知県道130号馬飼井堀線を東進約1 km
- 西尾張中央道（愛知県道65号一宮蟹江線）・梅須賀交差点から県道130号を西進約3 km

※ いずれも浄化センターの西側道路を南進。